# Horisme palmeri
Horisme palmeri là một loài bướm đêm trong họ Geometridae.